# Lochow (Baruth/Mark)
Lochow ist ein Wohnplatz im Ortsteil Petkus der Stadt Baruth/Mark im Landkreis Teltow-Fläming im Land Brandenburg.

## Geografische Lage
Der Wohnplatz liegt südlich des Dorfzentrums. Im Nordosten befindet sich der weitere Baruther Ortsteil Merzdorf, im Osten der Ortsteil Damsdorf der Gemeinde Steinreich und im Süden Liepe, ein Ortsteil der Stadt Dahme/Mark. Westlich liegt mit Wahlsdorf ein weiterer Ortsteil der Stadt.

## Geschichte
Auf der Gemarkung wurden Siedlungsspuren aus dem Mittelalter festgestellt. Zu dieser Zeit gab es eine runde Kernburg (runder Wall) mit einem Durchmesser von rund 40 m, die durch ein mehrteiliges Wall-Graben-System gesichert war. Hinzu kam eine Vorburg mit einer Fläche von rund drei Hektar, die durch einen Graben und einen Palisadenwall gesichert war. Neben der Burg wurden Tonscherben aus der späten Bronzezeit gefunden. Die Anlage steht als Bodendenkmal unter Denkmalschutz.
Die Gründung des Vorwerks geht auf die Familie von Lochow, auf den Kreis-Depurtierten Carl Wilhelm Ferdinand (I.) von Lochow (1786–1852) zurück. Er war zunächst Gutserbe auf dem Lochowschen Stammgut Lübnitz bei Belzig, erwarb im Jahr 1816 das Gut in Petkus und erhielt durch eine Separation eine Ackerfläche südlich seines Gutes. Dort ließ er im Jahr 1826 das Vorwerk Lochow errichten, das im Jahr 1837 erneut als Vorwerk in den Akten erschien. Das Ortschaftsverzeichnis von 1858 weist für das Dorf zwei Wohn- und sechs Wirtschaftsgebäude aus, in dem 19 Personen lebten. Die Einwohnerzahl stieg auf 28 Personen im Jahr 1871 an und fiel geringfügig auf 27 Personen im Jahr 1885. Damals war die Witwe Agnes von Lochow-Petkus, geborene von Schlieben (1847–1915) Eigentümerin. Im Jahr 1895 standen im Dorf insgesamt vier Wohnhäuser, in denen nur noch 18 Personen lebten.  Mittlerweile hatten sich mit Vorwerk Lochow, Neu Lochow und Lochow drei unterschiedliche Schreibweisen etabliert, so dass im Jahr 1903 die amtliche Bezeichnung Lochow festgelegt wurde. Gutsbesitzer war der bekannte Saatzüchter Ferdinand (III.) von Lochow-Petkus. Zwei Jahre später lebten in dem Vorwerk 13 Personen, allerdings stieg die Anzahl auf 33 Personen unter Ferdinand (IV.) von Lochow im Jahr 1925 wieder stark an. Drei Jahre später wurde das Vorwerk mit der Gemeinde Petkus vereinigt und wurde fortan als Wohnplatz geführt. Letzte Gutsbesitzer waren Ferdinand (V.) von Lochow-Petkus (1911–1941) und seine Ehefrau Wendula Gräfin Kanitz, respektive ihre Schwiegermutter Edelgard von Lochow, geborene von Blücher (1885–1982), für Ferdinand VI. von Lochow. 1945/1946 fiel auch das Lochow-Vorwerk unter die Bodenreform.
Dort gab es im Jahr 1983 eine Schäferei. Der Wohnplatz wurde mit Petkus, wo wieder die Gründerfamilie ansässig ist, am 31. Dezember 1999 in die Stadt Baruth/Mark eingemeindet.